# Штраних, Владимир Фёдорович
Владимир Фёдорович Штраних (1888—1981) — советский, российский художник-живописец, график, сценограф

, педагог. Народный художник СССР (1978).

## Биография
Владимир Штраних родился 1 октября (по другим источникам — 3 октября) 1888 года в Смоленске (по другим источникам — в селе Царицыно Московской губернии),в семье, ведущей свою родословную от обрусевших ливонский рыцарей Штранихов.
В двенадцатилетнем возрасте поступил в Императорское Строгановское Центральное художественно-промышленное училище (ныне Московская художественно-промышленная академия имени С. Г. Строганова).
По окончании училища в 1907 году работал декоратором в Большом театре под руководством К. А. Коровина, которого всегда называл своим основным учителем.
В 1914 году окончил Московское училище живописи, ваяния и зодчества. Учился у А. М. Васнецова, К. А. Коровина, А. Е. Архипова, С. В. Малютина, Л. О. Пастернака.
Первые послереволюционные годы провёл в Смоленске. Принимал активное участие в общественно-культурной жизни города, руководил художественной студией Пролеткульта.
С 1922 года жил в Москве. Известен как один из ведущих московских живописцев того времени. Приобрёл известность как автор работ, посвящённых военно-морскому флоту («Перед регатой», «На страже Родины», «Уголок Мурманского порта»). Работал преимущественно в жанре пейзажа. Занимался плакатом. 
Участник художественных выставок с 1912 года. Участвовал в 3-й выставке картин в Рязани (1919), 2-й государственной выставке картин в Смоленске (1921), выставке картин 22 художников (1927), выставках «Плакат на службе пятилетки» (1932) в Москве, «Народное просвещение СССР» в Лондоне (1932) и других. В 1959 году в Смоленске состоялась большая персональная выставка художника. Его работы представлены в Смоленском государственном музее-заповеднике.
Среди его учеников известные впоследствии художники: К. Дорохов, М. Хазанов, Н. Падалицын, В. Гуткина, и др.
Член Московского союза советских художников с 1937 года. Член-корреспондент Академии художеств СССР с 1959 года.
Скончался 28 февраля (по другим источникам — 27 февраля) 1981 года в Москве. Похоронен на Востряковском кладбище.

## Награды и звания
- Заслуженный художник РСФСР (1968)
- Народный художник РСФСР (1975)
- Народный художник СССР (1978)

## Работы
- «Ночная выплавка металла» (1937)
- «Колхозная электростанция» (1953—1968)
- «На страже родных рубежей» (1962)
- «Ветер осенний» (1967)
- «Весна подмосковная» (1963)
- «Москва-Волга» (1967)
- «Романтика русской ночи» (1925)
- «Майский день» (1940)
- «Золотая песнь земли» (1978—1979)
- триптих «Наш Север»